# Gideon Kliger
Gideon Kliger –en hebreo, גידי קליגר– (Tel Aviv, 30 de marzo de 1980) es un deportista israelí que compitió en vela en la clase 470.
Ganó tres medallas de bronce en el Campeonato Mundial de 470 entre los años 2006 y 2008, y cinco medallas en el Campeonato Europeo de 470 entre los años 2001 y 2011.

## Palmarés internacional
| \| Campeonato Mundial \| Campeonato Mundial \| Campeonato Mundial \| Campeonato Mundial \| \| Año \| Lugar \| Medalla \| Clase \| \| ------------------ \| ----------------------- \| ------------------ \| ------------------ \| \| 2006 \| Rizhao (China) \| Medalla de bronce \| 470 \| \| 2007 \| Cascaes (Portugal) \| Medalla de bronce \| 470 \| \| 2008 \| Melbourne (Australia) \| Medalla de bronce \| 470 \| \| Campeonato Europeo \| \| \| \| \| Año \| Lugar \| Medalla \| Clase \| \| 2001 \| Dún Laoghaire (Irlanda) \| Medalla de plata \| 470 \| \| 2005 \| Gdynia (Polonia) \| Medalla de plata \| 470 \| \| 2008 \| Riva del Garda (Italia) \| Medalla de bronce \| 470 \| \| 2010 \| Estambul (Turquía) \| Medalla de plata \| 470 \| \| 2011 \| Helsinki (Finlandia) \| Medalla de bronce \| 470 \| |                         |                   |       |
| Campeonato Mundial |                         |                   |       |
| Año | Lugar                   | Medalla           | Clase |
| 2006 | Rizhao (China)          | Medalla de bronce | 470   |
| 2007 | Cascaes (Portugal)      | Medalla de bronce | 470   |
| 2008 | Melbourne (Australia)   | Medalla de bronce | 470   |
| Campeonato Europeo |                         |                   |       |
| Año | Lugar                   | Medalla           | Clase |
| 2001 | Dún Laoghaire (Irlanda) | Medalla de plata  | 470   |
| 2005 | Gdynia (Polonia)        | Medalla de plata  | 470   |
| 2008 | Riva del Garda (Italia) | Medalla de bronce | 470   |
| 2010 | Estambul (Turquía)      | Medalla de plata  | 470   |
| 2011 | Helsinki (Finlandia)    | Medalla de bronce | 470   |